# Neustadt (Dosse)
Neustadt (Dosse) è una città di 3 477 abitanti del Brandeburgo, in Germania.

Appartiene al circondario dell'Ostprignitz-Ruppin ed è capoluogo dell'Amt Neustadt (Dosse).
Neustadt si fregia del titolo di "città dei cavalli" (Stadt der Pferde).

## Geografia fisica
È attraversata dal fiume Dosse.

## Geografia antropica

### Suddivisioni amministrative
Neustadt si divide in 3 zone, corrispondenti all'area urbana e a 2 frazioni (Ortsteil):
- Neustadt (area urbana), con le località:
  - Kampehl
  - Köritz
- Plänitz-Leddin, con le località:
  - Leddin
  - Plänitz
- Roddahn, con le località:
  - Babe
  - Helenenhof
  - Neuhof
  - Neuroddahn
  - Schwarzwasser

## Amministrazione

### Gemellaggi
Neustadt (Dosse) è membro del gemellaggio internazionale "Neustadt in Europa", che riunisce 36 città e comuni che portano nel nome la dicitura Neustadt ("città nuova").